# Bourmont (Haute-Marne)
Pour les articles homonymes, voir Bourmont.
Bourmont est une ancienne commune française, située dans le département de la Haute-Marne en région Grand Est.
Elle est désormais depuis le 1er juin 2016 une commune déléguée de la commune nouvelle de Bourmont-entre-Meuse-et-Mouzon.

## Géographie

### Localisation
Bourmont est à 43 km au nord-est de Chaumont, préfecture de la Haute-Marne.

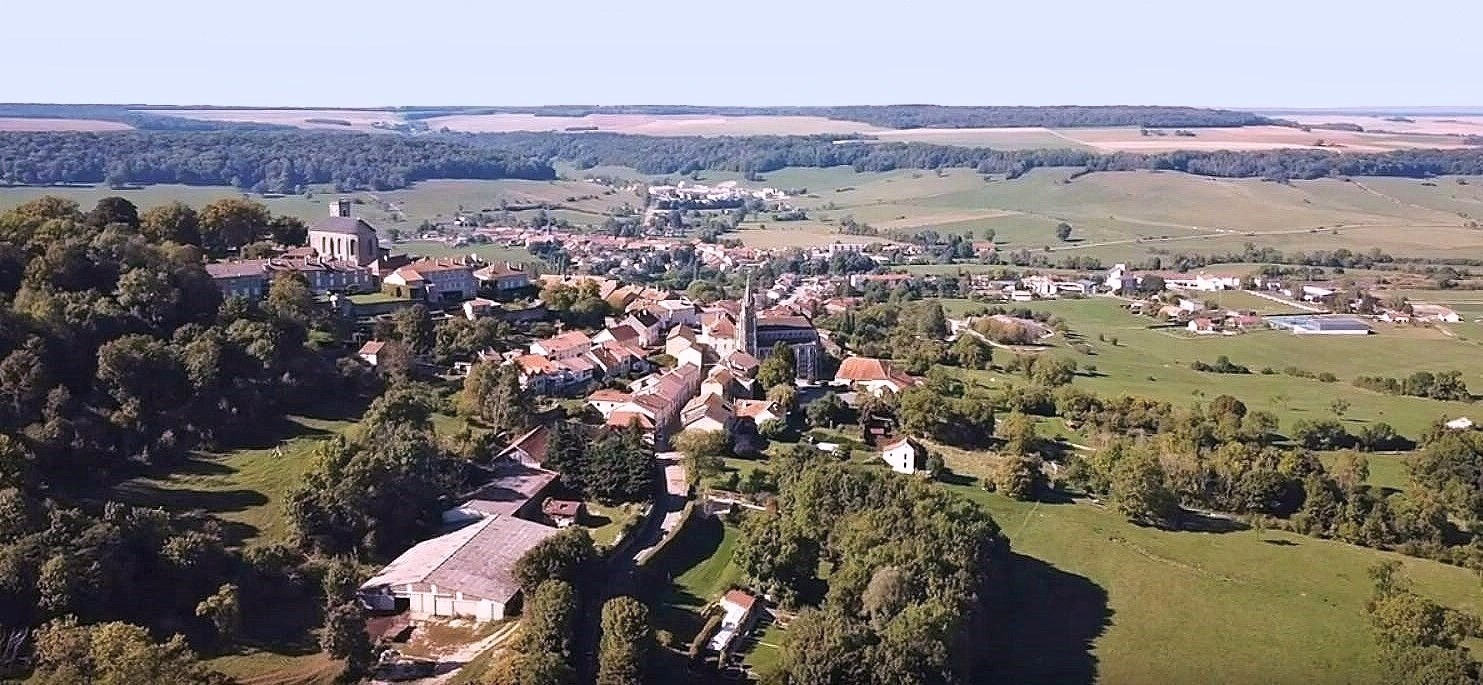
Vue générale (2023).

### Communes limitrophes

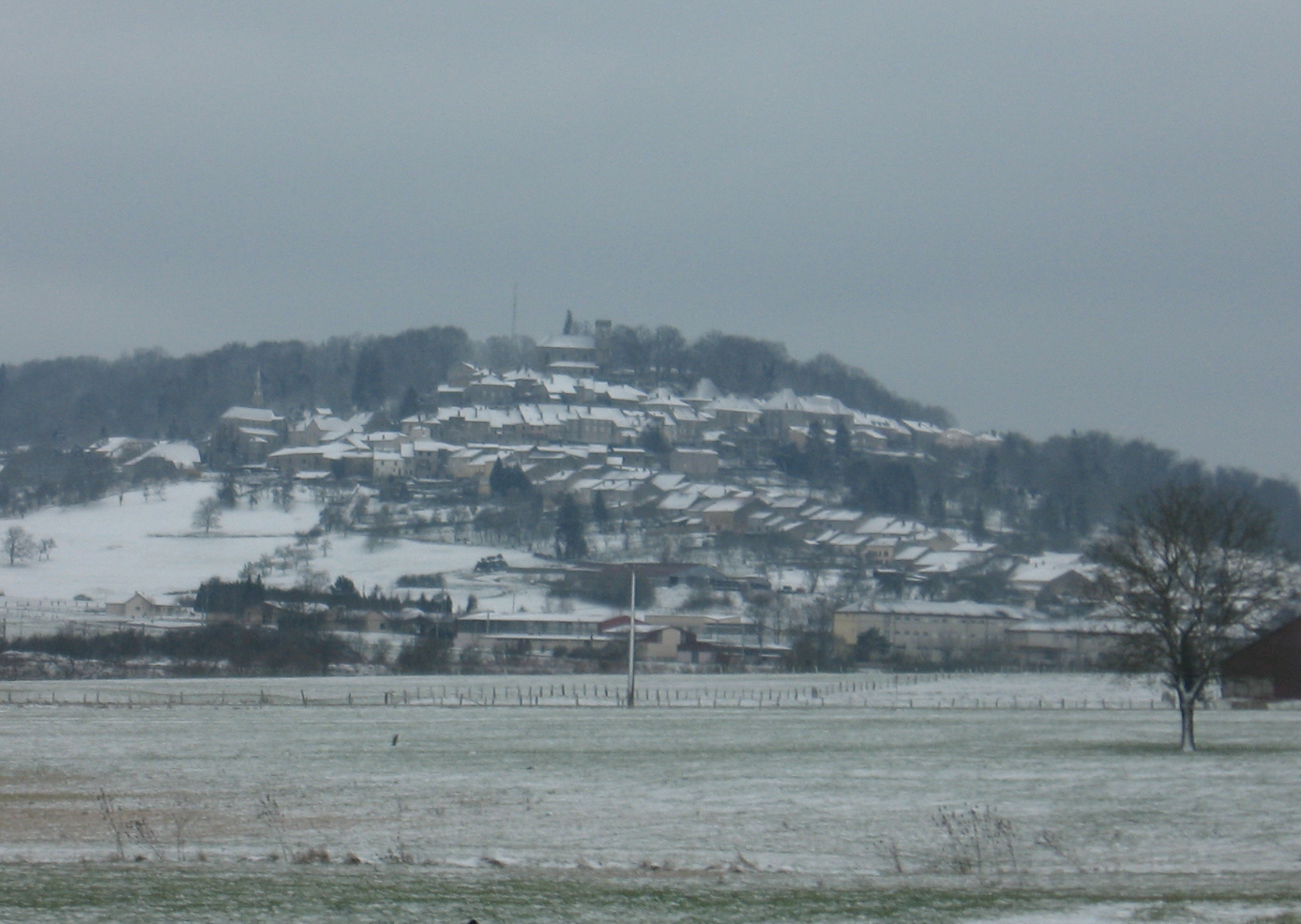
Bourmont enneigé.

## Toponymie
Le nom de la localité est attesté sous les formes Bolmont, Bolmunt (1122) ; Bormont (vers 1172) ; Borimons (1178) ; Bormunt (1245) ; Bourmont (1249-1252) ; Ecclesia de Bourmonte (1402) ; Christianitas Bormontis (1451).

## Histoire

### Du Moyen Âge à la Révolution
Bourmont appartient successivement dès le XIIe siècle au comte de Champagne puis au XIIIe siècle, au comte et duc de Bar et enfin au duc de Lorraine en 1431. En 1301, la sénéchaussée de Bourmont est reconnue au traité de Bruges. Une quarantaine de villages des environs dépendaient de cette sénéchaussée.
En 1353 est créé le bailliage du Bassigny dont Bourmont devient le chef-lieu. La ville prend alors toute son importance : les plaideurs y viennent, des foires s'y tiennent. En 1477, Charles le Téméraire détruit la ville en partie. Les fortifications seront relevées pour être démolies en 1671 sur ordre du maréchal de Créqui, vainqueur de la Lorraine. Une très belle vue de Bourmont est conservée à la Bibliothèque nationale de France montrant l'enceinte encore partiellement en élévation.
Les guerres de Religion ont aussi des répercussions dans la sénéchaussée de Bourmont qui est traversée par les Allemands venus au secours des protestants français. La politique d'agrandissement du territoire royal, menée par Richelieu pour Louis XIII, sera néfaste pour la cité. En 1645, Bourmont s'est vidée de ses habitants, il faudra attendre le XVIIIe siècle pour voir la ville se repeupler. On compte alors 160 feux et deux congrégations religieuses.
En 1766, à la mort de Stanislas, dernier duc de Lorraine, Bourmont devient une cité française.
Pendant la Révolution, Bourmont est chef-lieu du district de Bourmont de 1790 à 1795. Prévus dans chaque commune par la loi du 21 mars 1793, le comité de surveillance local est élu fin mai ; la loi du 17 septembre précise son organisation. Ses pouvoirs sont renforcés par la loi du 14 frimaire an II, qui lui attribue la surveillance de l’application des lois en concurrence avec les municipalités. Il se borne toutefois comme la plupart des comités communaux à surveiller les étrangers et désarmer les suspects.

### Première Guerre mondiale
En 1917, un camp d'entraînement de l'armée des États-Unis est créé à Bourmont. Plusieurs divisions y seront préparées aux combats qui les attendent.
Le 26 octobre 1917, la 2e division d'infanterie des États-Unis est créée à Bourmont. Ce sera la seule division créée sur le sol français. L'unité est symbolisée par une tête d'Indien (Indianhead), et sa devise est « second to none » (second de personne).

### Seconde Guerre mondiale
La bataille de Bourmont se déroule les 18, 19 et 20 juin 1940, trois jours durant lesquels le 14e régiment de tirailleurs sénégalais résiste à la 86e division d'infanterie allemande. À la suite des combats, les soldats allemands assassinent au moins une trentaine de tirailleurs prisonniers, certains à coups de crosse de fusil.

### Fusions de communes
Bourmont absorbe Gonaincourt en 1973.
Bourmont fusionne le 1er juin 2016 avec la commune de Nijon pour former la commune nouvelle de Bourmont-entre-Meuse-et-Mouzon où l'ancienne commune devient une commune déléguée et le chef-lieu de la nouvelle commune. La nouvelle commune est ensuite étendue en incorporant Goncourt le 1er janvier 2019.

## Politique et administration

### Liste des maires

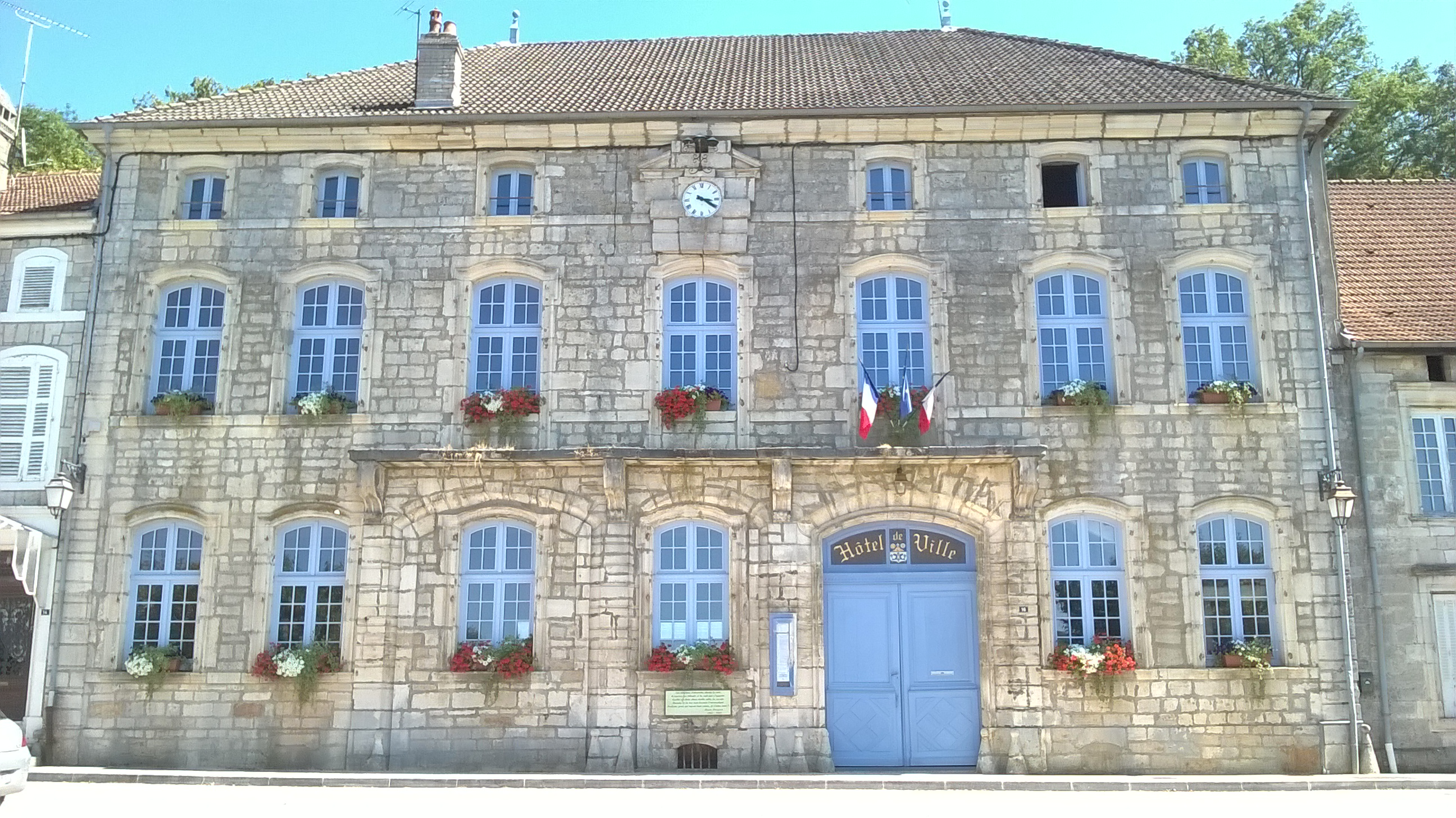
L'hôtel de ville.

| Période   | Période     | Identité             | Étiquette     | Qualité                                                                                  |
| --------- | ----------- | -------------------- | ------------- | ---------------------------------------------------------------------------------------- |
| mars 2001 | 2014        | André Deguis         | PS            | Conseiller général de la Haute-Marne. Président de la communauté de communes. Enseignant |
| mars 2014 | 31 mai 2016 | Jonathan Haselvander | Divers droite | Visiteur médical                                                                         |

### Liste des maires délégués
| Période       | Période  | Identité             | Étiquette     | Qualité |
| ------------- | -------- | -------------------- | ------------- | ------- |
| 1er juin 2016 | En cours | Jonathan Haselvander | Divers droite |         |

## Population et société

### Démographie
L'évolution du nombre d'habitants est connue à travers les recensements de la population effectués dans la commune depuis 1793. À partir du 1er janvier 2009, les populations légales des communes sont publiées annuellement dans le cadre d'un recensement qui repose désormais sur une collecte d'information annuelle, concernant successivement tous les territoires communaux au cours d'une période de cinq ans. 
Pour les communes de moins de 10 000 habitants, une enquête de recensement portant sur toute la population est réalisée tous les cinq ans, les populations légales des années intermédiaires étant quant à elles estimées par interpolation ou extrapolation. Pour la commune, le premier recensement exhaustif entrant dans le cadre du nouveau dispositif a été réalisé en 2005,.
En 2014, la commune comptait 493 habitants, en évolution de −6,63 % par rapport à 2009 (Haute-Marne : −2,45 %, France hors Mayotte : +2,49 %).
| 1793  | 1800  | 1806  | 1821  | 1831  | 1836  | 1841  | 1846  | 1851  |
| ----- | ----- | ----- | ----- | ----- | ----- | ----- | ----- | ----- |
| 1 200 | 1 071 | 1 079 | 1 050 | 1 118 | 1 062 | 1 011 | 1 015 | 1 041 |

| 1856 | 1861 | 1866 | 1872 | 1876 | 1881 | 1886 | 1891 | 1896 |
| ---- | ---- | ---- | ---- | ---- | ---- | ---- | ---- | ---- |
| 932  | 904  | 920  | 872  | 820  | 740  | 743  | 770  | 746  |

| 1901 | 1906 | 1911 | 1921 | 1926 | 1931 | 1936 | 1946 | 1954 |
| ---- | ---- | ---- | ---- | ---- | ---- | ---- | ---- | ---- |
| 758  | 761  | 645  | 557  | 625  | 561  | 502  | 464  | 562  |

| 1962 | 1968 | 1975 | 1982 | 1990 | 1999 | 2005 | 2010 | 2014 |
| ---- | ---- | ---- | ---- | ---- | ---- | ---- | ---- | ---- |
| 635  | 657  | 697  | 571  | 598  | 533  | 558  | 516  | 493  |

## Culture locale et patrimoine

### Lieux et monuments
- Maison Renaissance des XVIe, XVIIe et XVIIIe siècles (dite « Maison du Bailly »)[9],  Inscrit MH ( 1925)[10].
- L'église Notre-Dame de Bourmont, XVIIIe siècle  Inscrit MH (1980)[11],[12].
- L'église Saint-Joseph, XIXe siècle de  style néo-gothique[13].
- L'église de Gonaincourt,  Inscrit MH (1925)[14],[15].
- L'ancien couvent des Annonciades célestes[16], puis des Trinitaires.
- Le Parc des Roches classé jardin remarquable en 2014.

Aménagé sur le site d'une ancienne carrière au XIXe siècle par Hyacinthe Mutel.
Parc pittoresque au pied d’une falaise équipée pour l’escalade et embellie de fausses ruines.
Promenade du Côna (situé au-dessus du Parc des Roches) : allée de tilleuls plantés vers 1760, calvaire érigé en 1759. Vierge commémorant un duel.
- Voir la liste des nombreuses notices de la base Mérimée pour la commune de Bourmont[17].

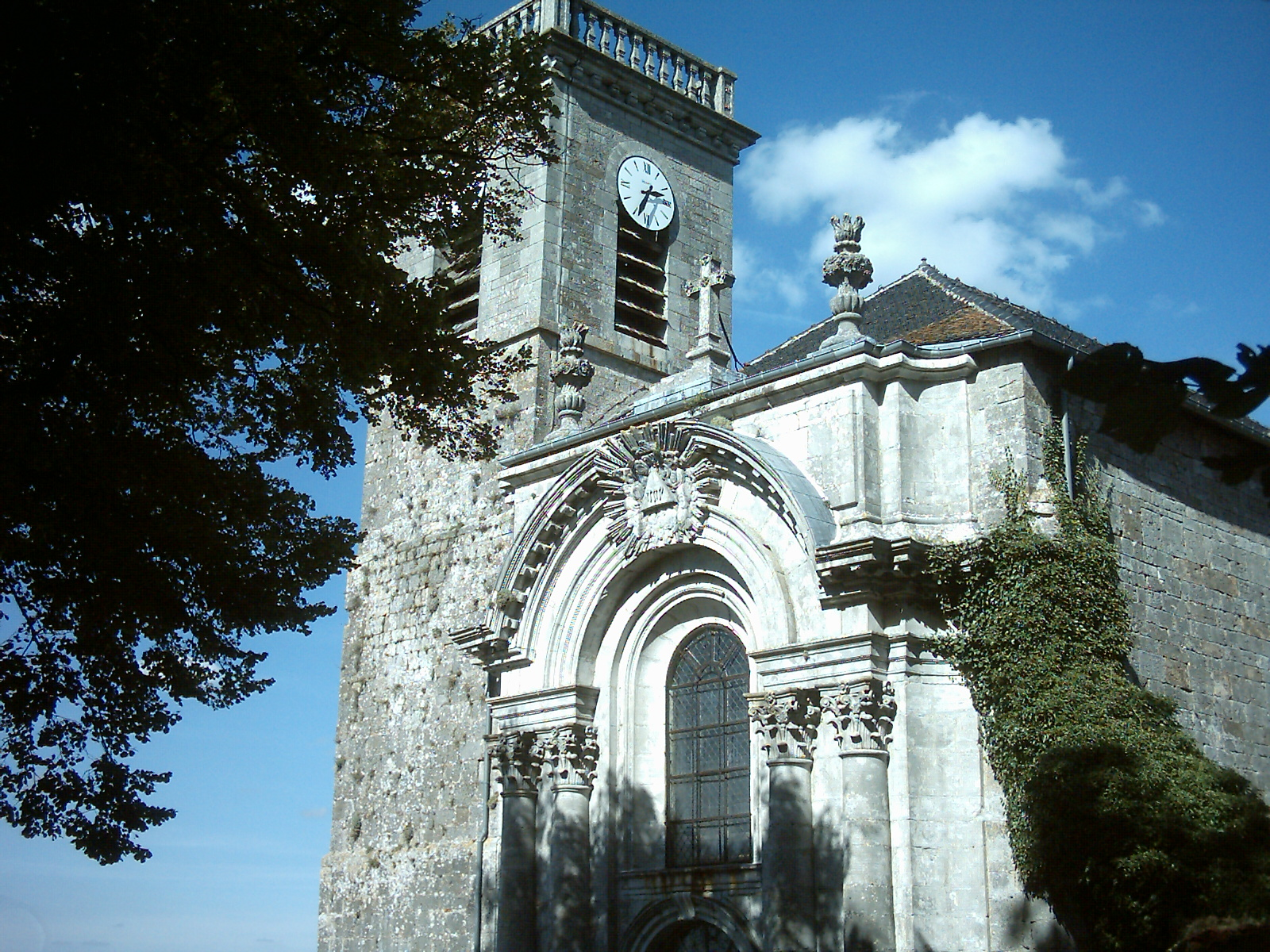
L'église Notre-Dame.
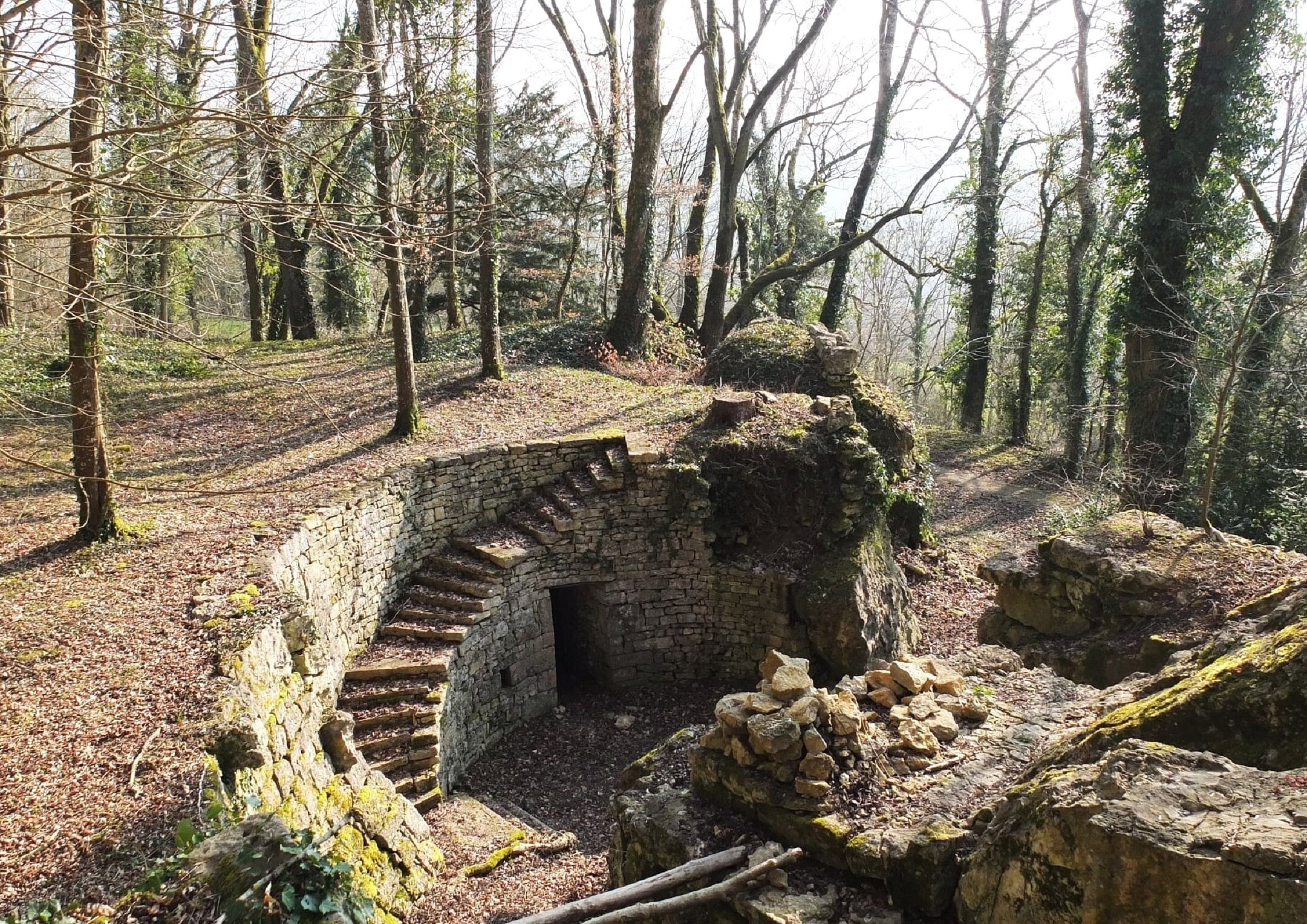
Le parc des Roches
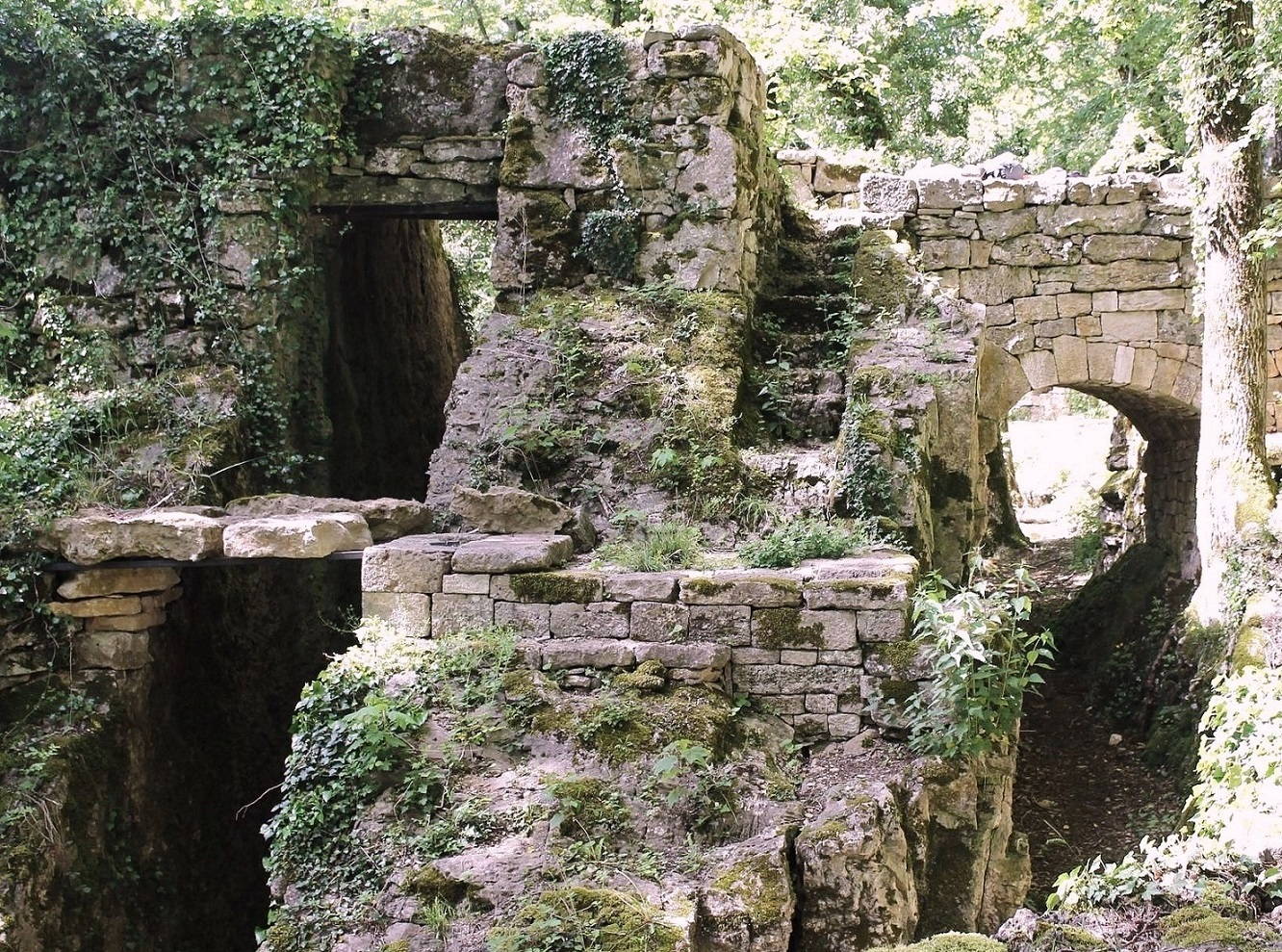
Le parc des Roches
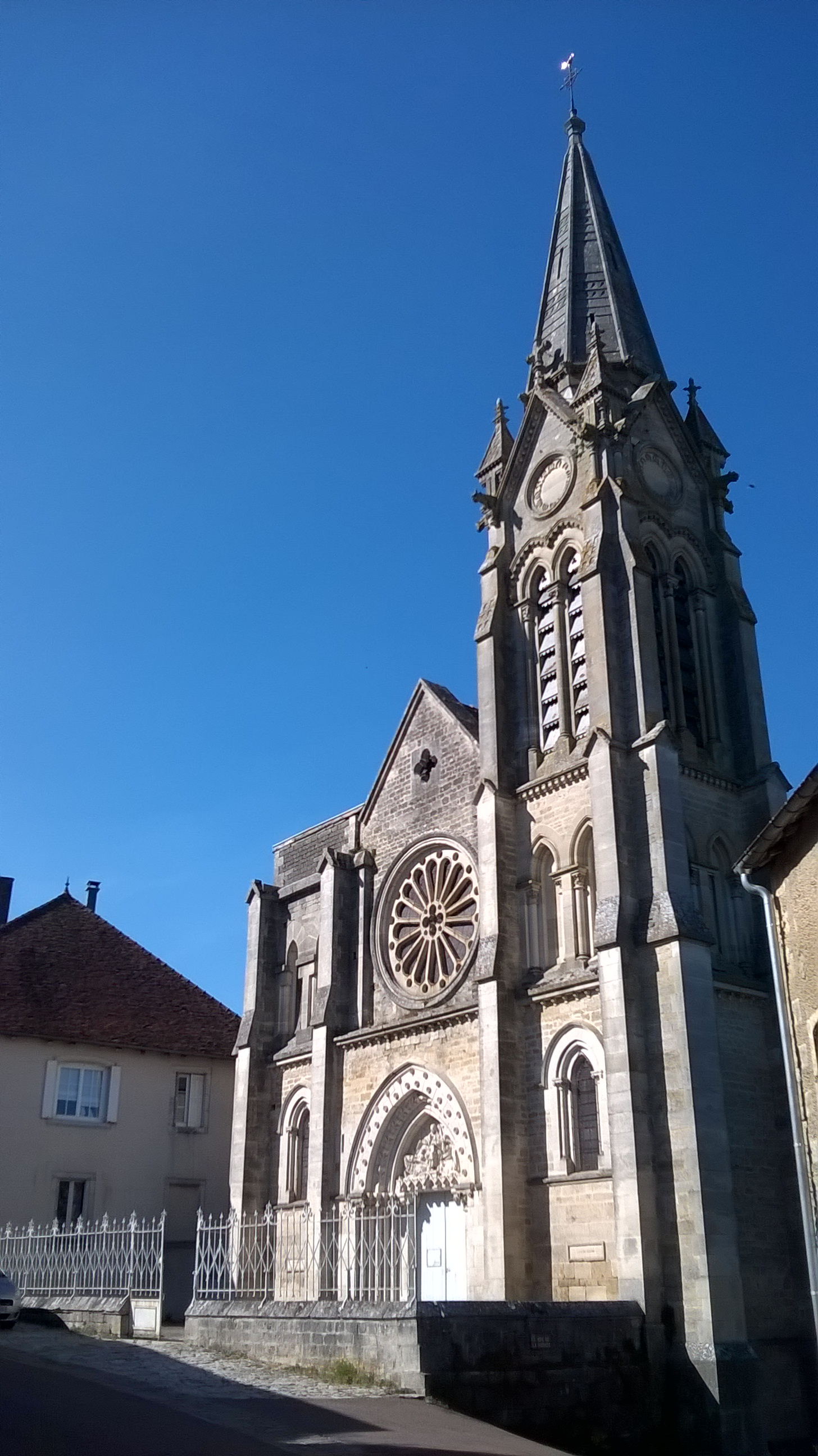
L'église Saint-Joseph.

### Familles nobles ou notables (XVIeauXXIesiècle)
- Famille  Landrian (de)
- Famille Bourgogne (de)
- Famille Baudel (de) Baudel de Vaudecourt  est cité comme compagnon de chasse du Mis Capisuchi de Bologne (Thivet Ecot la Combe) in Œuvres de Foudras
- Familles Pelgrin, Dinet, Planson, anciens propriétaires de la Maison Renaissance
- Familles Baudouin, Maure

## Personnalités liées à la commune
Voir aussi la catégorie recensant les personnalités nées à Bourmont.
- Louis François Claude Pellegrin[18] (1732-1811), curé et homme politique né et décédé à Bourmont, député du clergé aux Etats-Généraux.
- Nicolas-Médard Audinot (1732-1801) né à Bourmont, comédien, musicien, fondateur du théâtre de l'Ambigu-Comique.
- Jean Antoine Huot de Goncourt, homme politique né le 15 avril 1753 à Bourmont et décédé le 18 septembre 1832 à Neufchâteau.
- Jean Charles Léopold Henrys-Marcilly (1761-1856), homme politique et magistrat né à Bourmont, député de la Haute-Marne et membre du Conseil des Cinq-Cents.
- François Joseph Henrys, homme politique, né le 29 novembre 1762 à Bourmont et décédé le 26 août 1850 à Neufchâteau.
- Pierre Antoine Huot de Goncourt, homme politique né le 29 juin 1783 à Bourmont (Haute-Marne) et décédé le 11 juillet 1857 à Neufchâteau (Vosges).
- Georges André-Fribourg, parlementaire sous la Troisième République.
- Edmond Haraucourt, écrivain et journaliste, né à Bourmont le 18 octobre 1856.
- Albin Michel (1873-1943), éditeur et fondateur des Éditions Albin Michel en 1900.

### Héraldique
| Blason | Blasonnement : Coupé : au 1er d'azur à la montagne d'or surmontée d'un alérion d'argent adextré d'un soleil d'or et senestré d'une lune d'argent, au 2e d'argent à deux bars adossés d'azur, accompagnés de quatre croisettes recroisetées au pied fiché du même. |